# Pogača
Un pogača en serbo-croate, pogace en roumain, pogácsa en hongrois, pagáče en slovaque, pogacha (μπουγάτσα) en grec, pugátsa en macédonien, погача en bulgare, poğaça en turc et pogaçe en albanais, est un type de pain cuit au feu ou au four, similaire à la focaccia avec qui il partage l'origine étymologique (grec byzantin : πογάτσα). On trouve cette spécialité dans les Balkans, dans les Carpates et en Turquie.
Il peut être fabriqué avec ou sans levain. Il est généralement fabriqué à base de farine de blé.
Il peut être farci de pommes de terre, de bœuf haché et plus fréquemment de fromage.

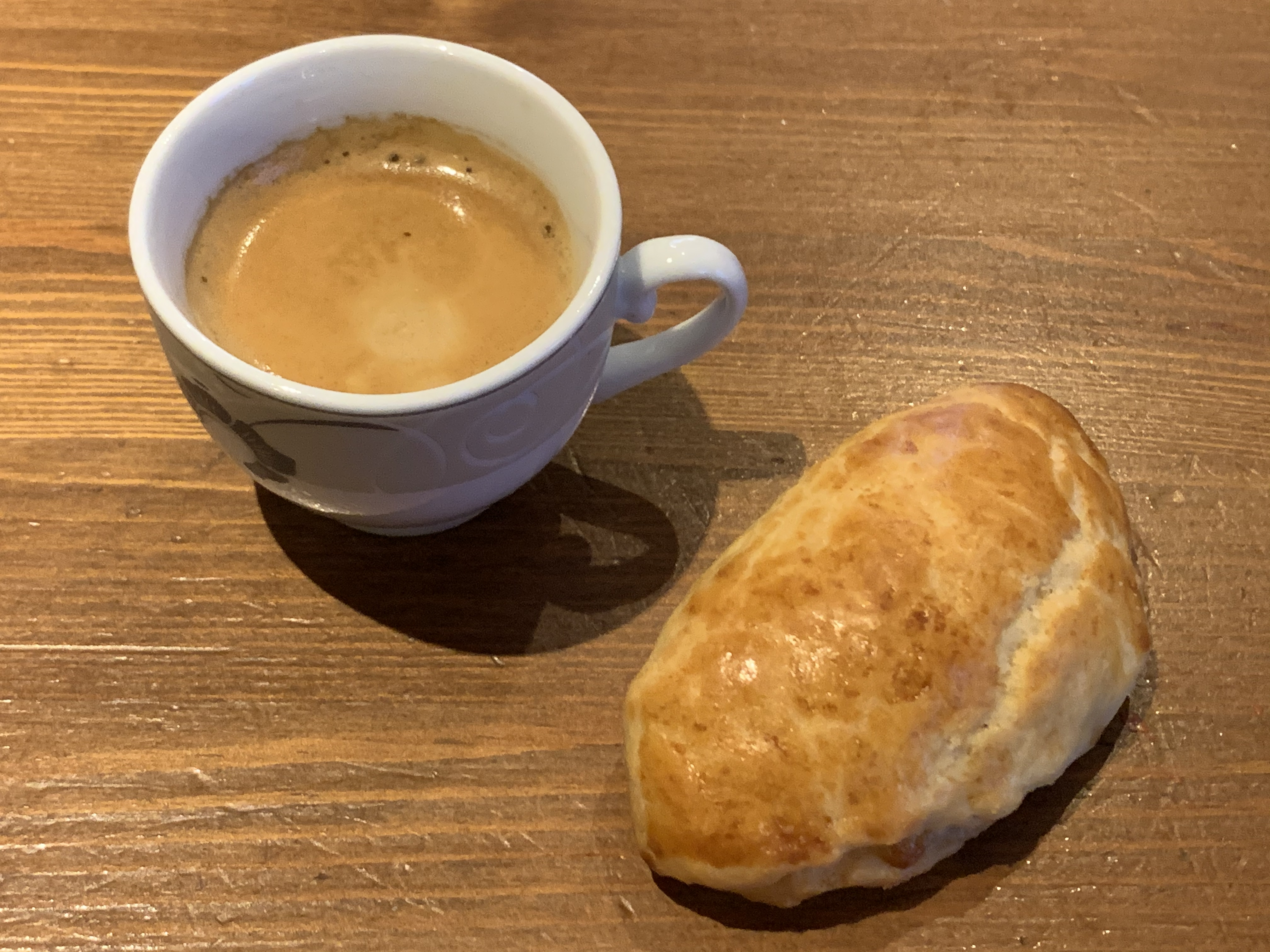
Un pogača (boradja) au fromage en France, accompagnant un expresso.
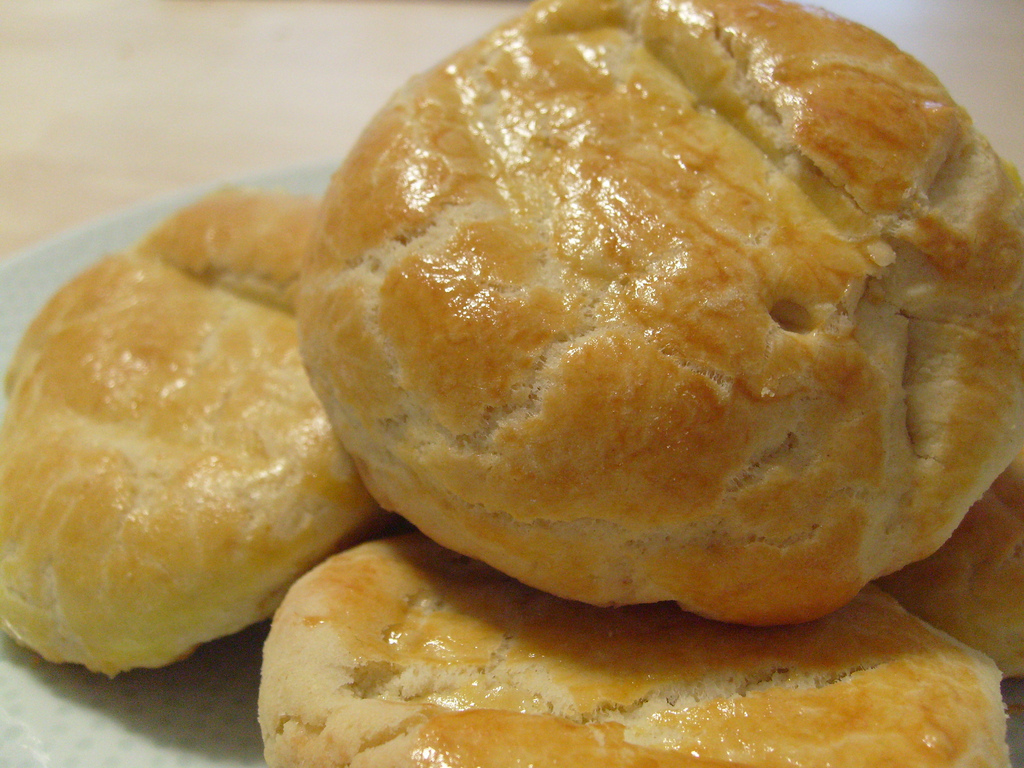
Un pogácsa hongrois (au fromage).
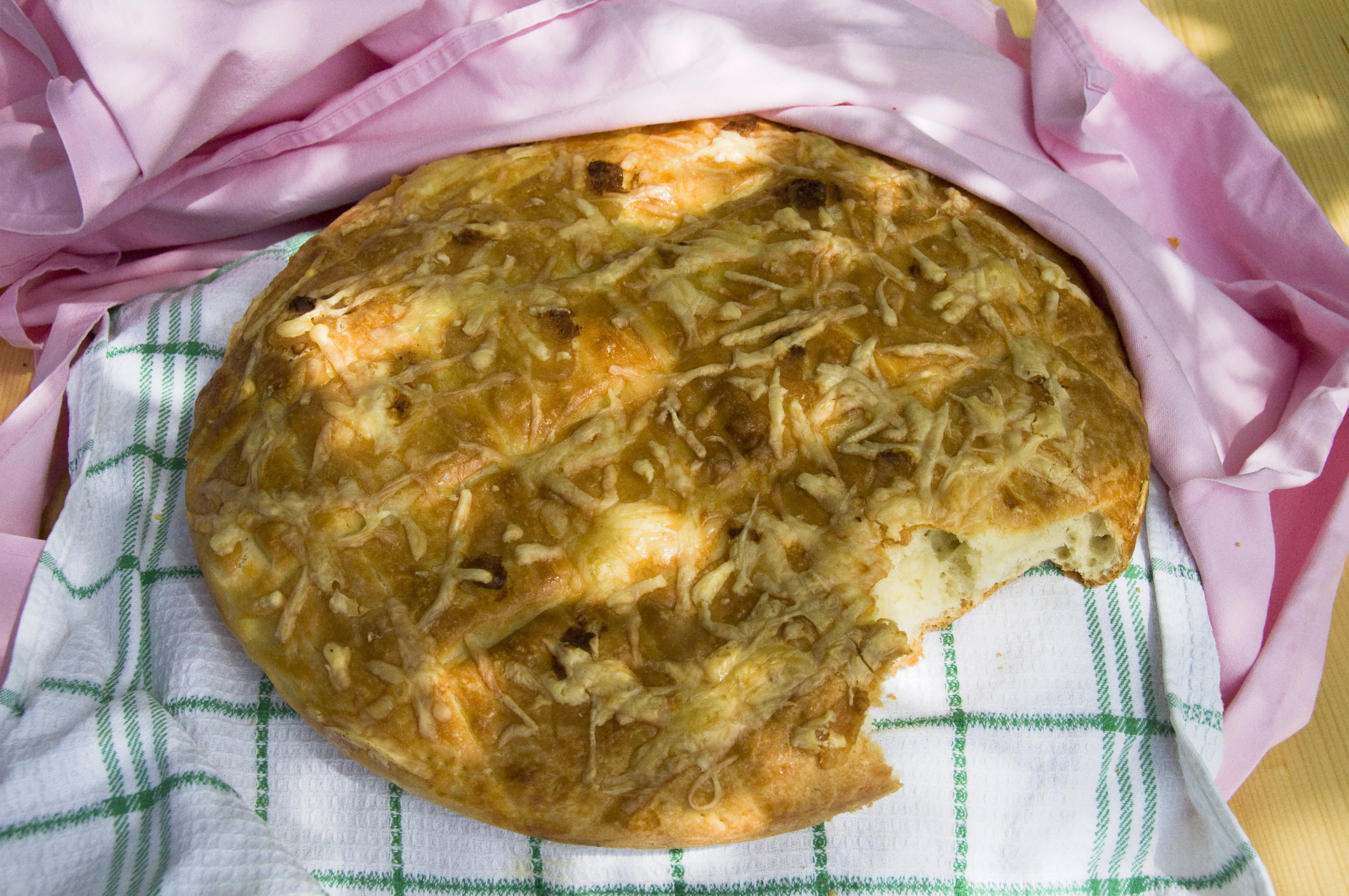
Un pogača slovène.
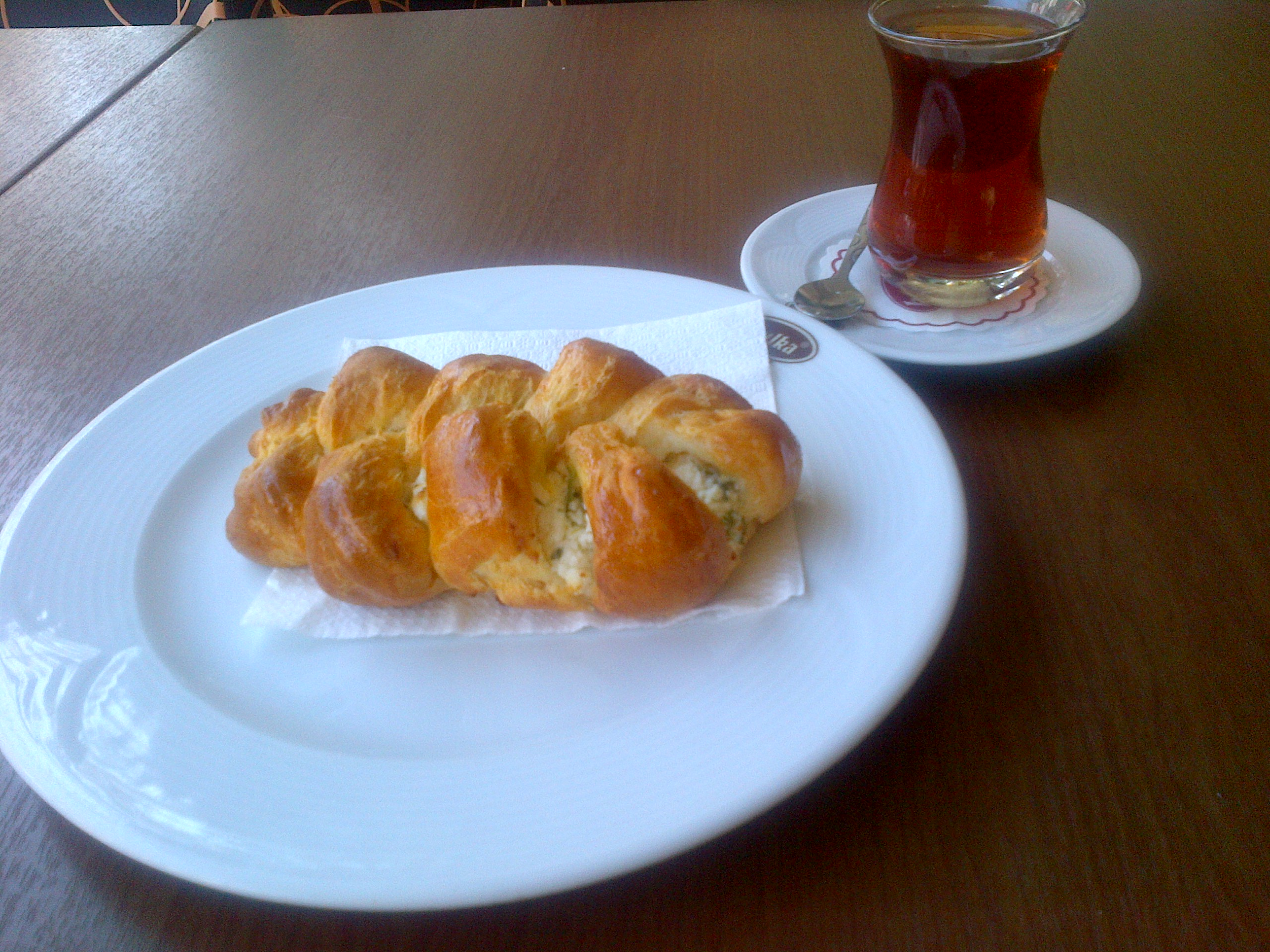
Un thé accompagné d'un pogača turc.